# Klarahallen

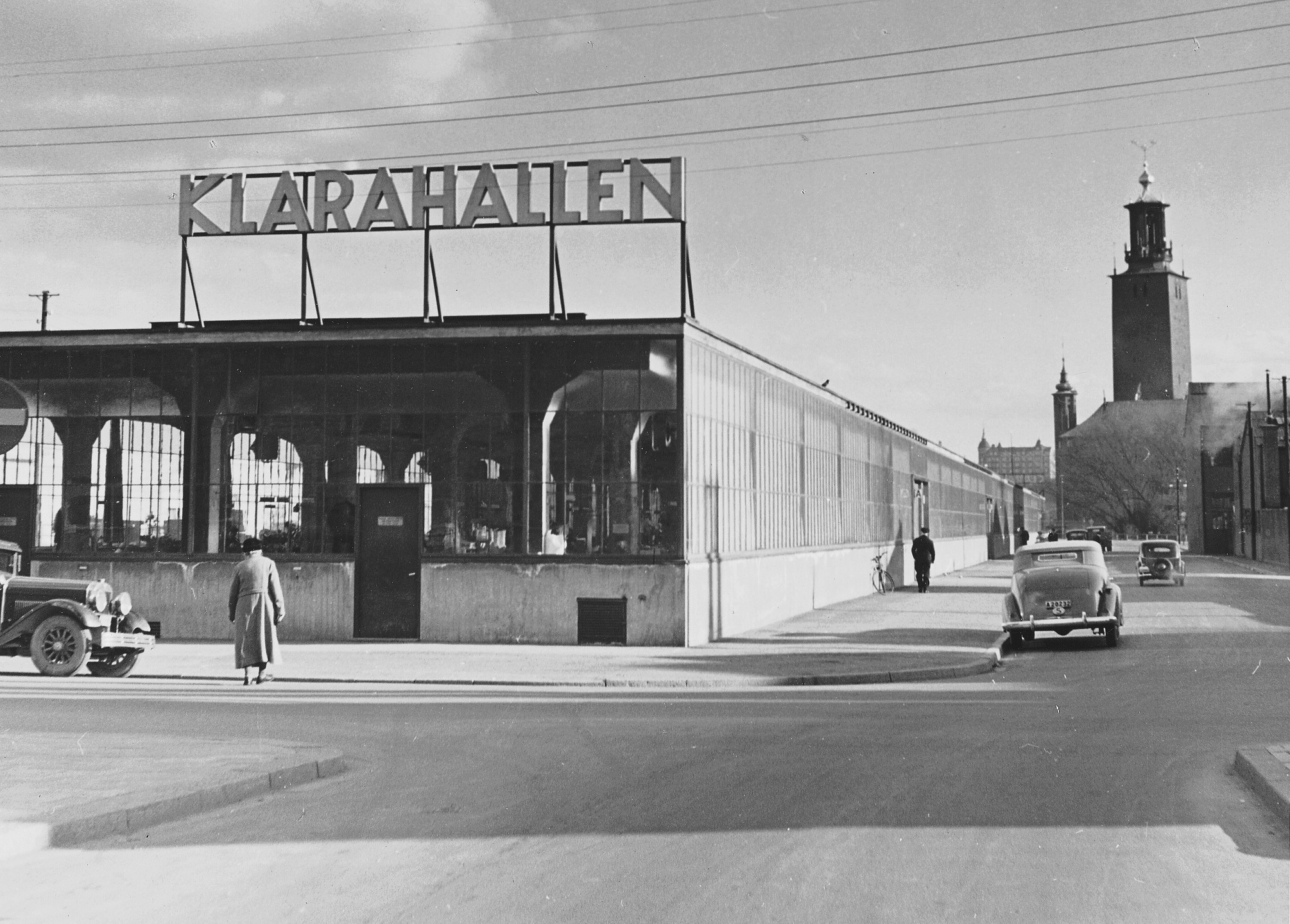
Klarahallen vy mot söder, 1930-tal.

Klarahallen (även Grönsakshallen) var en saluhall för parti- och minuthandel av frukt, grönsaker och blommor belägen vid Klara sjö i Norrmalm, Stockholm. Hallen som ritades av arkitekt Hakon Ahlberg invigdes den 30 maj 1933 och revs i början av 1960-talet.

## Bakgrund

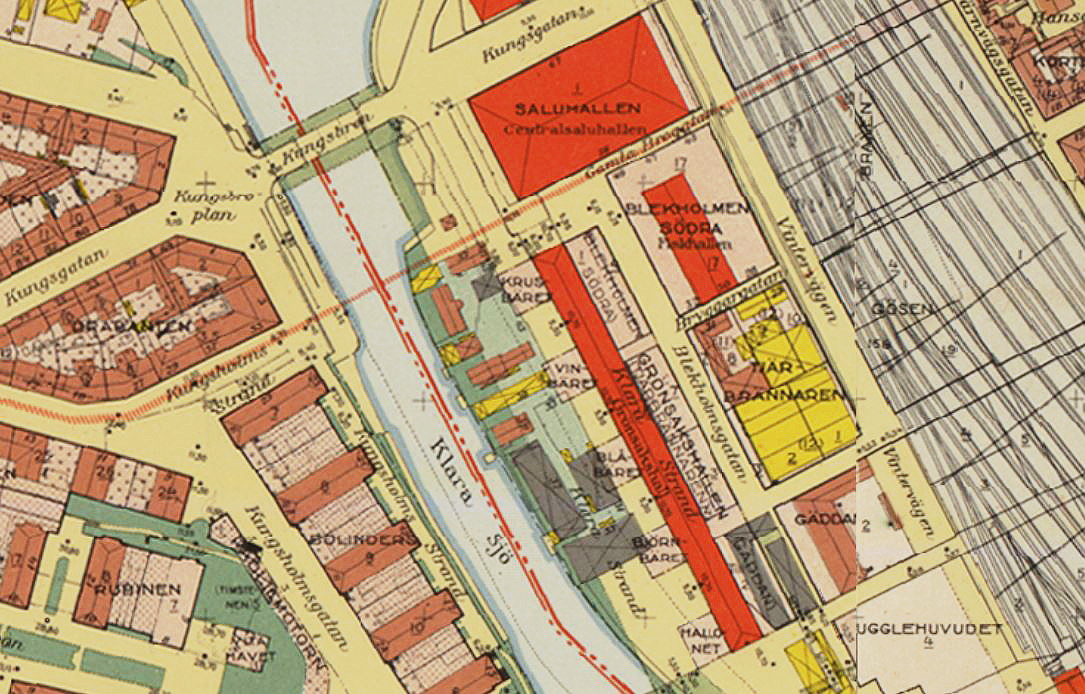
Klarahallsområdet 1940

I Centralsaluhallen såldes sedan 1912 köttvaror under hygieniska förhållanden. Försäljning av frukt, grönsaker och blommor till butiker och allmänheten bedrevs dock fortfarande på 1920-talet som torghandel på olika platser i staden. Vid den tiden kom en ny trend som innebar att de stora handelsträdgårdarna inte längre ville bedriva både produktion och minuthandel i egen regi. 
Därför föddes idén om en storskalig, central belägen handelsplats dit grönsaker och blommor levererades på morgonen och härifrån distribuerades till butiker och andra torg. En sådan plats fanns på Blekholmen, på ett område söder om Centralsaluhallen. Här fanns sedan 1910 även en provisorisk fiskhall som ersattes 1939 av Partifiskhallen. Läget vid Centralsaluhallen var således mycket gynnsamt. 
I Klarahallsområdet skulle butiksägare, restauranger och professionella köpare kunna täcka sitt behov av kött och fläsk, fisk, frukt och grönt samt blommor på ett och samma ställe. Hötorget och andra salutorg i Stockholm kunde därmed frigöras för enbart detaljhandel.

## Klarahallen

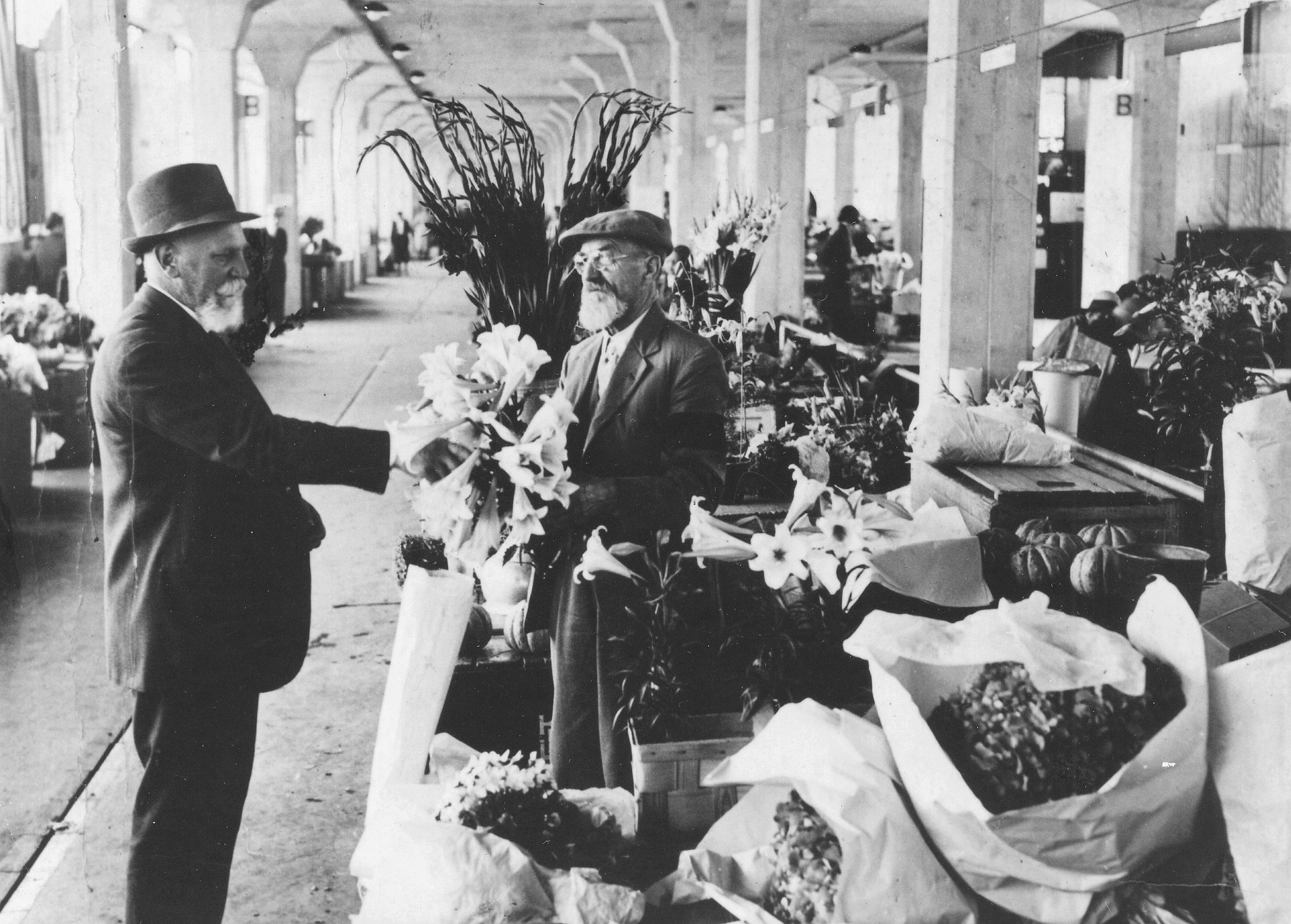
Klarahallen i Stockholm, försäljning av blommor genom trädgårdsmästare Karl Larsson (t.h.), september 1933.

Klarahallen byggdes söder om Centralsaluhallen. Tomten var i stadsplanen utlagd som gata. Hallens tak skulle i framtiden fungera som en lokalgata mellan den utdragna Klarabergsviadukten i söder och Kungsgatan vid Centralsaluhallen i norr. Att få bygglov för en saluhall på denna plats krävde många förhandlingar och lov beviljades (i efterskott) först den 30 maj 1933, samma dag som invigningen ägde rum.
Under den drygt 220 meter långa viadukten skapade arkitekten Hakon Ahlberg en tilltalande hall om 3 100 m² golvyta. Fasaderna var helt i glas som släppte in mycket dagsljus i lokalen. I södra änden fanns en filial av den då kända café- och restaurangkedjan Norma med sin stora markis i vitt, rött och blått. Utanför anordnades torgutrymmen som var större än Hötorget och Östermalmstorg tillsammans. Vid invigningen var samtliga torgplatser uthyrda. Ordföranden för Slakthus- och saluhallsstyrelsen, Yngve Larsson höll invigningstalet och visade sedan den nya hallen för kronprinsen Gustaf Adolf. Byggkostnaden blev 900 000 kronor istället för beräknade 1 100 000 kronor. Utöver professionella handlare hälsades även allmänheten välkommen hit.

## Utökningsförslag och flytt
Redan 1946 framlades ett förslag om tillbyggnad av Klarahallen. Förslaget godkändes och medel avsattes men tidens hårda byggnadsrestriktioner, som prioriterade först och främst bostadsproduktionen, gjorde att projektet fick stå tillbaka. Klarahallsområdet plågades även av omfattande trängsel, brist på översikt och saknade parkeringsplatser. Att bygga till området skulle bara öka problemen. Ett nytt modernt område utanför innerstaden skulle lösa problemen. Årsta partihallar (invigd första etappen 1962) blev den slutgiltiga lösningen. Gamla Klarahallsområdet nyttjades under många år som allmän parkeringsplats. Klarahallens tak blev tidvis p-plats men aldrig en gata mellan Klarabergsviadukten och Kungsgatan. 1985 revs även sista delen av Centralsaluhallen som till slut bara var huvudkontor åt Slakthus- och saluhallsstyrelsen. Hela området omgestaltades på 1990-talet då nuvarande bebyggelse på Blekholmen uppfördes.

## Historiska bilder

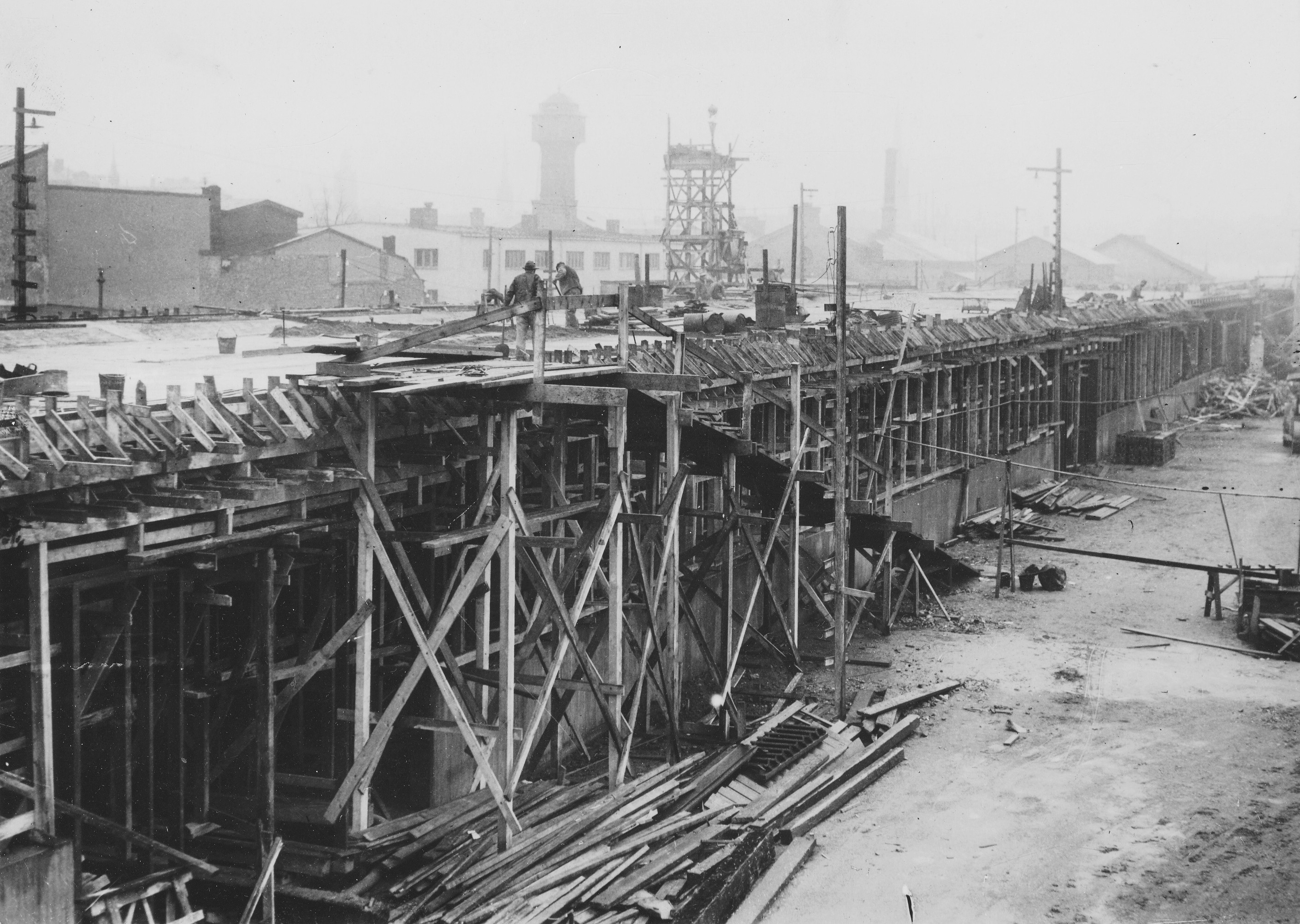
Klarahallens viadukt under uppförande, 1932.
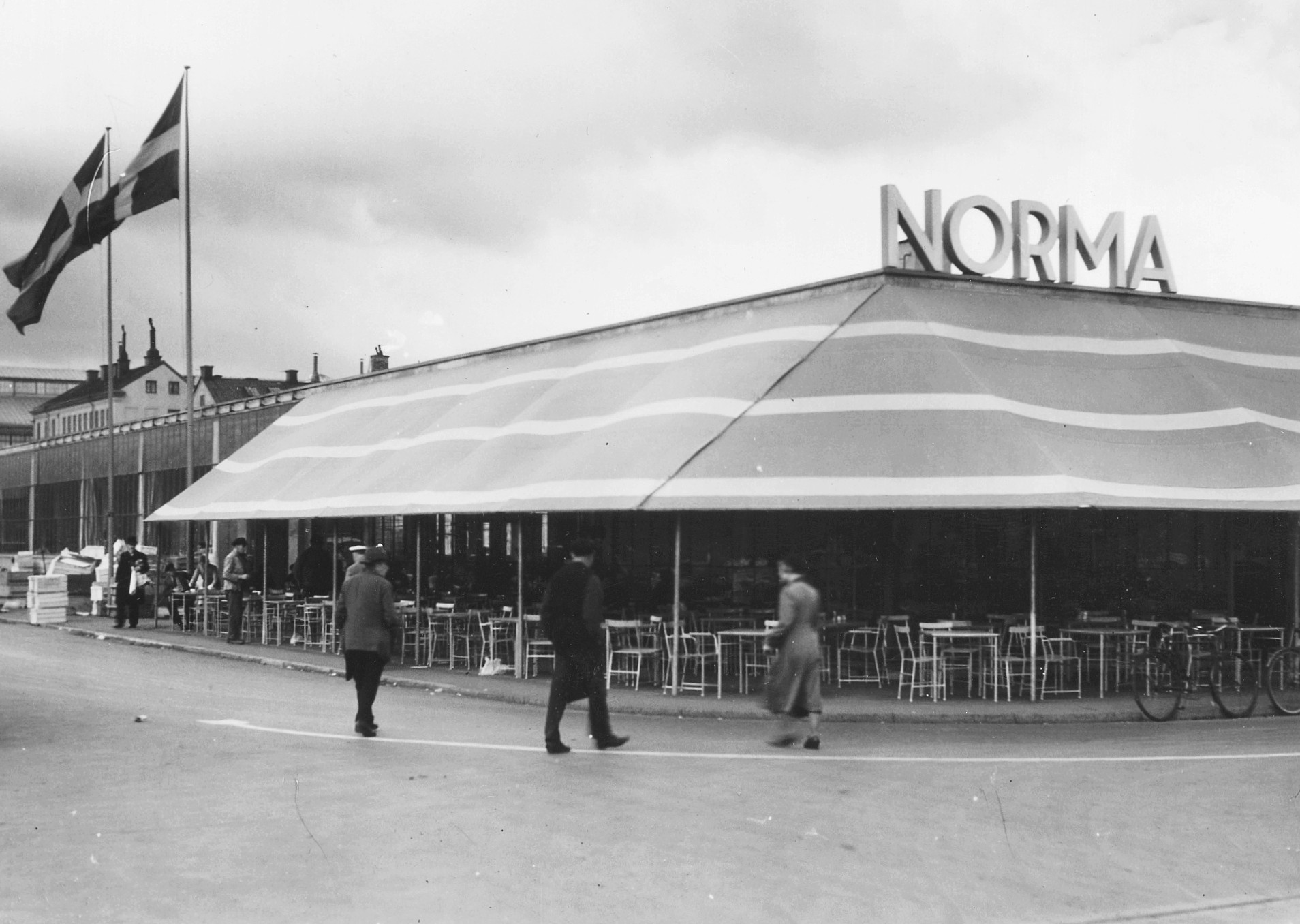
Restaurang och café Norma.
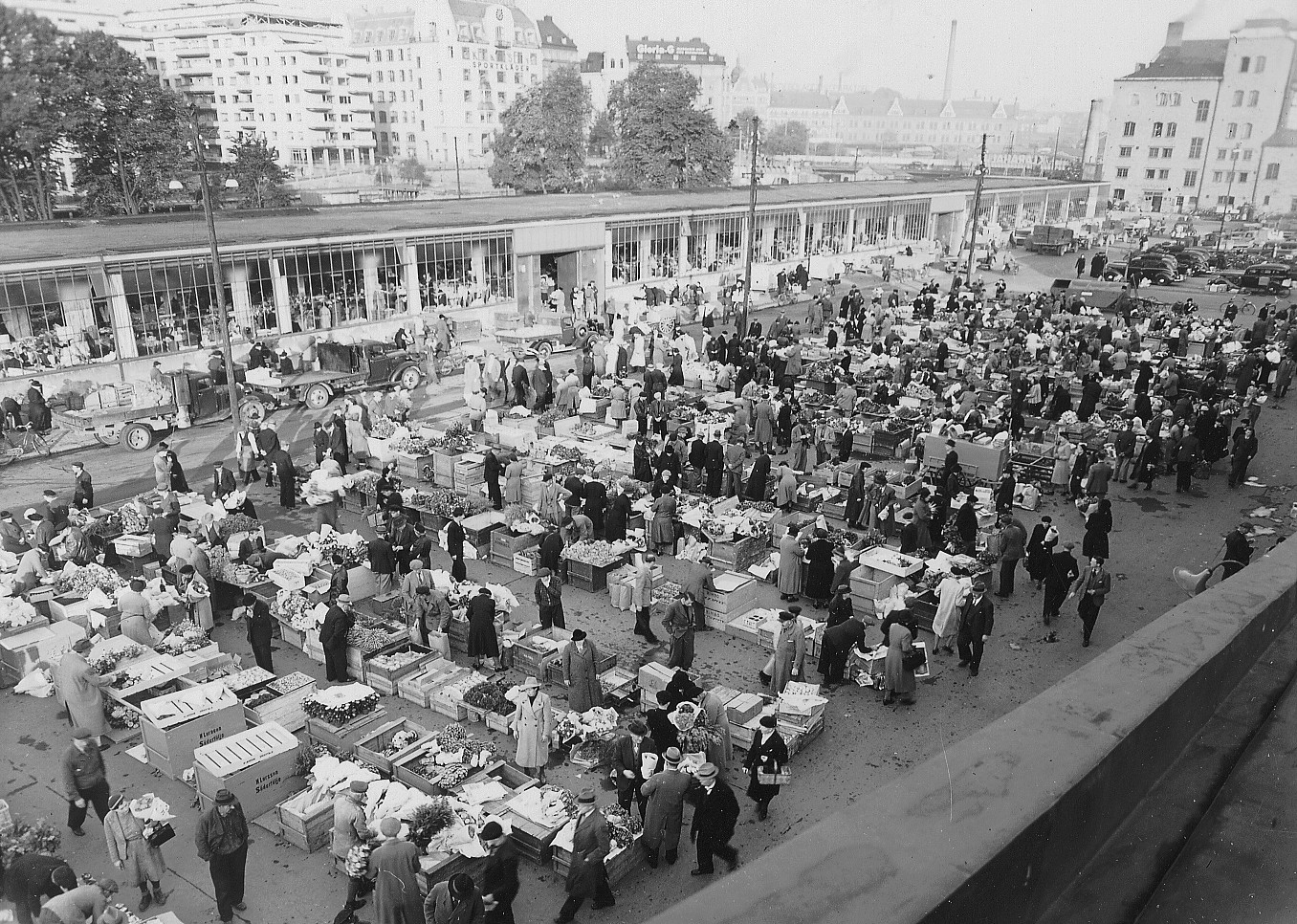
Klarahallen och torget framför, 1941.
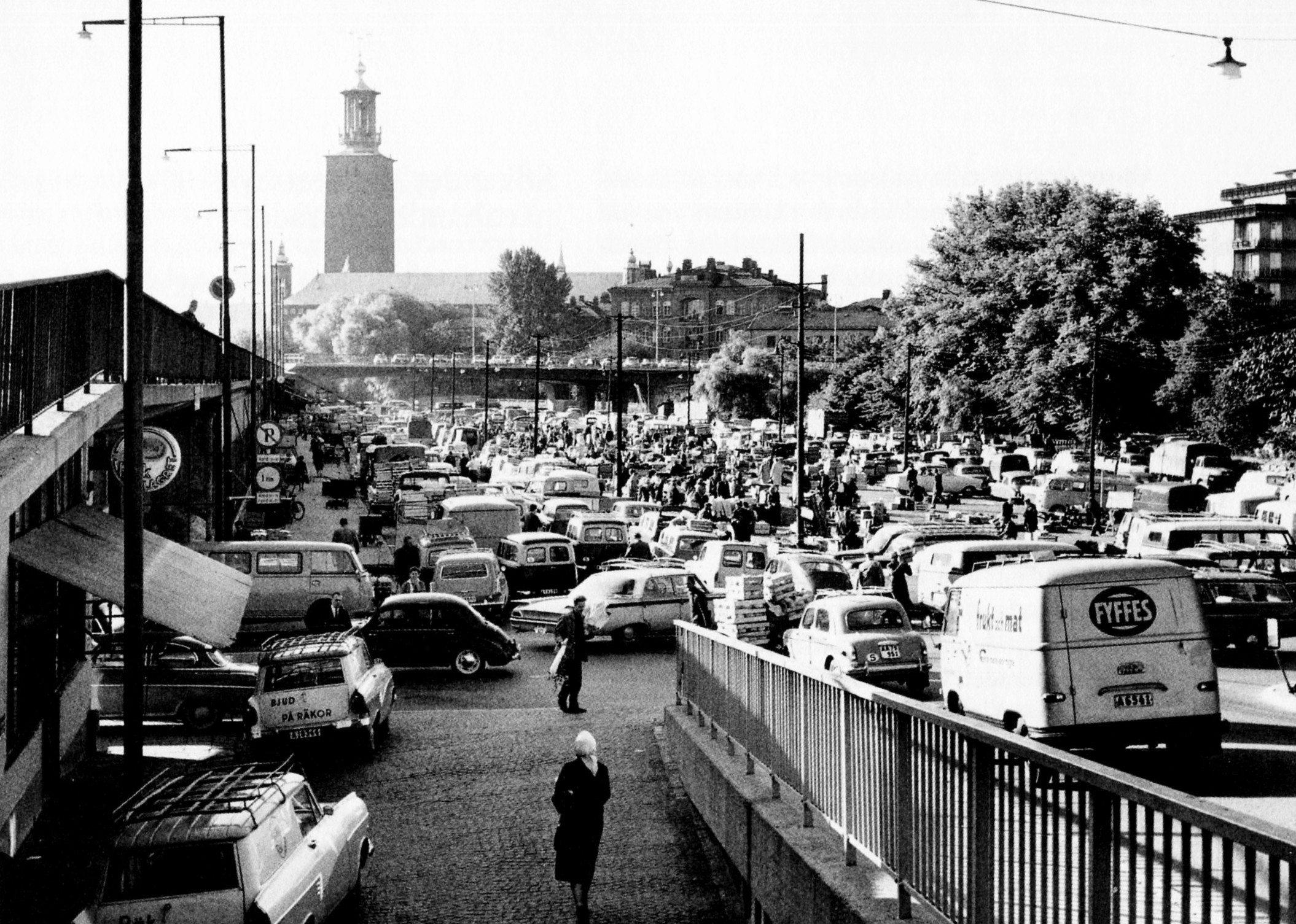
Trängsel på Klarahallsområdet, sommaren 1962.